# Turja Poljana
Turja Poljana, ukrajinsky Тур'я Поляна, maďarsky Turjamező, je obec v Turie-Remetské územní komunitě (hromadě), v okrese Užhorod, v Zakarpatské oblasti na Ukrajině. V roce 2001 žilo v Turje Poljaně 1424  obyvatel. Částí této obce je Poljanska Huta. V roce 2025 žilo v celé obci 1920 obyvatel.

## Historie
První písemná zmínka o této vesnici pochází z roku 1548. Do uzavření Trianonské smlouvy byla ves součástí Uherska, poté byla součástí Československa.V roce 1939 byla okupována Maďarskem. Od roku 1945 byla ves součástí Ukrajinské sovětské socialistické republiky, která byla součástí SSSR. Od roku 1991 je součástí nezávislé Ukrajiny.